# Herbata tybetańska

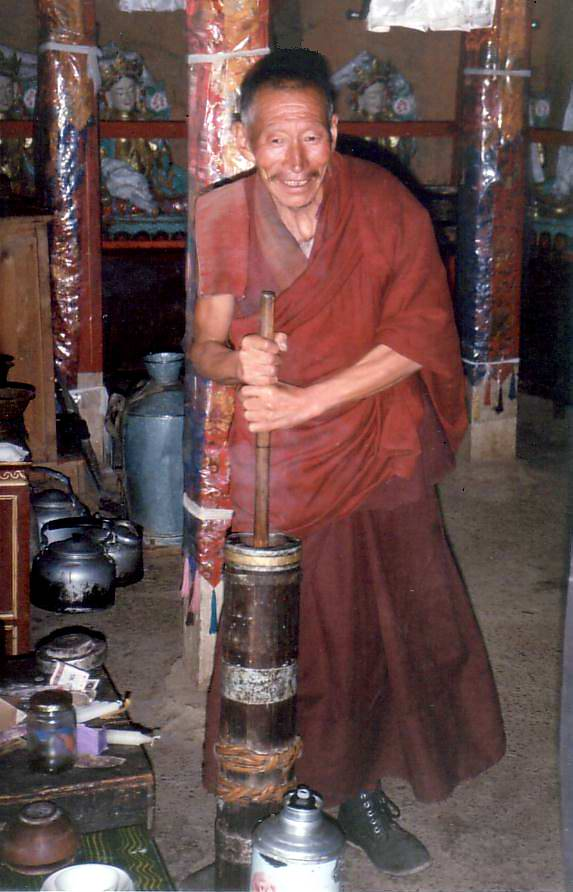
Mnich tybetański ubijający herbatę z masłem

Herbata tybetańska (tyb. བོད་ཇ་ po cza transliteracja Wyliego bod ja.  Również nazywana ཇ་སྲུབ་མ་ cza süma (transliteracja Wyliego ja srub ma), „ubijana herbata”, gdyż ubija się ją z jaczym masłem i solą. Uważana za narodowy napój Tybetańczyków. Koczownicy tybetańscy wypijają kilkadziesiąt czarek dziennie. Ze względu na znaczącą zawartość masła jest napojem bardzo kalorycznym, rozgrzewającym na dużych wysokościach.